# Jan Tošovský
Jan Tošovský (* 6. března 1977, Praha ) je český překladatel, divadelní dramaturg a country performer.

## Životopis
- 1996-2003: studium FF UK Praha (obor arabistika - religionistika)
- 2003-2008: studium DAMU Praha (obor dramaturgie činoherního divadla)
- 2008-2011: dramaturg v Divadle F. X. Šaldy Liberec
- 2012: dramaturg MeetFactory
- 2013-nyní: dramaturg Národního divadla v Praze
- člen o.s. Divadlo Unlimited
- člen divadelního spolku Havranprkno
- člen hudebních skupin Náhradní chrup, Banana Split a Jeho Moralisté, The Ultimate Supercowboys, Countrybeat Tvýho Brabce a The Revelation

## Realizované projekty (výběr)
- 2004 - Echte Kunst (text, dramaturgie, Studio Citadela Praha)
- 2005 - Duch Llana Estacada (text, dramaturgie, Studio Citadela Praha)
- 2006 - J. Pliya - Syndrom dobrodince (překlad, režie, Eliadova knihovna Divadla Na zábradlí, Praha)
- 2007 - Mlčenlivá (text, dramaturgie, CrossClub Praha)
- 2007 - M. Kacimi - Svatá země (překlad, dramaturgie, Rock Café Praha)
- 2008 - Štědroň, Málková, Tošovský - Štěstí dam (libreto, dramaturgie, Disk Praha)
- 2008 - Jean-Daniel Magnin - Leviathan Kostrič (překlad, dramaturgie, Rock Café Praha)
- 2009 - M. Hollman, G. Kotis - Urinetown / Močohrad (překlad, dramaturgie, DFXŠ Liberec)
- 2010 - T. Dianiška, B. Holiček - Googling&Fucking (dramaturgie, DFXŠ Liberec)
- 2010 - L. Klemola - Kokkola (dramaturgie, DFXŠ Liberec)
- 2011 - T. Dianiška - Přísně tajné: Hrubá nemravnost (dramaturgie, DFXŠ Liberec)
- 2011 - P. Rut - Kabaret R.I.P. aneb Drahý Kadle, kam dnes večer po divadle (dramaturgie, DFXŠ Liberec)
- 2011 - B. Holiček - iJá (dramaturgie, Studio Ypsilon Praha)
- 2011 - A. Hakim - Popravčí č. 14 (dramaturgie, CrossClub Praha)
- 2012 - F. Schiller a kol. - Parazit (dramaturgie, MeetFactory Praha)
- 2012 - Ch. Marlowe, B. Holiček - Masakr v Paříži (dramaturgie, Disk Praha)
- 2012 - B. Holiček a kol. - Politický kabaret aneb Seber si to hovno (dramaturgie, MeetFactory Praha)

### Překlady z angličtiny
- M. Hollman, G. Kotis - Urinetown, uv. DFXŠ Liberec
- L. Prebble - Enron, uv. ND Praha
- A. Chandrasekhar - Disconnect / Chyba spojení, uv. ZČD Cheb

### Překlady z francouzštiny
- J. Pliya - Syndrom dobrodince, M. Kacimi - Svatá země, uv. Rock Café Praha
- M. Rouabhi - Fligny, koks a kutilové, neuv.

### Překlady z němčiny
- G. Kreisler - Dnes večer: Lola Blau, uv. DFXŠ Liberec
- B. Brecht - Žebrácká opera /texty písní/, uv. ND Praha

### Inscenace, na kterých se podílí jako tvůrce

#### Dramaturgie

##### Studio Ypsilon [malá scéna]
- iJá [prem.: 16.12.2011]

##### MeetFactory
- Politický kabaret aneb Seber si to hovno [prem.: 17.5.2012]
- Parazit [prem.: 18.2.2012]

##### Divadlo Disk [katedra alternativního divadla]
- Masakr v Paříži [prem.: 9.3.2012]

##### Divadlo F.X.Šaldy Liberec [Šaldovo divadlo]
- Divoká kachna [prem.: 17.6.2011]
- Balada pro banditu [prem.: 25.3.2011]

##### Divadlo F.X.Šaldy Liberec [Malé divadlo]
- Kabaret R.I.P. aneb Drahý Kadle, kampak dneska po divadle? [prem.: 7.10.2011]
- Přísně tajné: Hrubá nemravnost [prem.: 1.4.2011]

#### Překlad

##### Národní divadlo [Stavovské divadlo]
- Enron [prem.: 16.2.2012]

##### A studio Rubín
- Svatá Země [prem.: 15.3.2009]

##### Západočeské divadlo v Chebu [Studio D]
- Chyba spojení [prem.: 26.5.2012]

#### Úprava

##### MeetFactory
- Parazit [prem.: 18.2.2012]

##### Divadlo F.X.Šaldy Liberec [Šaldovo divadlo]
- Balada pro banditu [prem.: 25.3.2011]

#### Texty písní

##### MeetFactory
- Parazit [prem.: 18.2.2012]